# Aline Saint-Amand
Aline Saint-Amand, née le 16 juin 1936 à Kénogami, est une femme politique québécoise. Elle est députée de Jonquière à l'Assemblée nationale du Québec de 1983 à 1985, sous la bannière du Parti libéral du Québec.

## Biographie
Avant de se lancer en politique, Aline Saint-Amand est secrétaire pour le Cercle des affaires et secrétaire de direction pour la Société d'innovation industrielle. Elle est aussi animatrice d'atelier dans le cadre des activités reliées à l'Année de la femme en 1975, ainsi que correctrice d'épreuves pour les Éditions du Réveil de 1974 à 1983. Elle est vice-présidente du Syndicat des travailleurs de ces éditions en 1981 et en 1982.
Elle est membre de plusieurs organisations dont le mouvement Jeune Chambre où elle est présidente en 1972 et en 1973, le comité organisateur des championnats du monde de canoë-kayak en 1979, ainsi que le conseil d'administration du Centre communautaire juridique Saguenay-Lac-Saint-Jean de 1980 à 1983. Elle s'implique aussi largement dans le Club culturel et humanitaire Châtelaine de Jonquière, où elle est publicitaire, vice-présidente et présidente. Elle est également la fondatrice et première présidente de la Fondation Châtelaine de Jonquière en 1982. Aline Saint-Amand est membre du comité organisateur et animatrice du Forum sur la réforme des régimes de pension en 1982 et membre du comité organisateur des Jeux d'hiver du Canada au Saguenay–Lac-Saint-Jean en 1982 et en 1983.

## Carrière politique
À l’élection partielle québécoise du 5 décembre 1983, elle est élue députée libérale à l'Assemblée nationale du Québec dans la circonscription de Jonquière. Elle se représente en 1985 et en 1989, mais elle n’est pas élue.
Lors de son mandat, elle occupe plusieurs fonctions. Elle est notamment conseillère au cabinet du ministre des Affaires municipales et au cabinet du ministre de la Main-d'œuvre et de la Sécurité du revenu, ainsi qu’au cabinet du ministre de la Main-d'œuvre, de la Sécurité du revenu et de la Formation professionnelle. Elle est également conseillère spéciale auprès du ministère de l'Éducation et de la Science, et vice-présidente de la Commission des normes du travail de 1993 jusqu'à sa retraite en janvier 1998.

## Vie après la politique
De 1998 à 2002, elle siège au conseil d'administration de l'Orchestre symphonique de Québec, et de 1999 à 2001, sur le conseil d'administration de l'Amicale des anciens parlementaires du Québec. Elle est la première rédactrice en chef du Bulletin de l'Amicale des anciens parlementaires du Québec de 2000 à 2002. Elle est également membre du conseil d'administration de l'Orchestre symphonique du Saguenay–Lac-Saint-Jean à compter de 2003, avant de devenir vice-présidente de cet organisme en 2004.

## Prix et distinctions
Elle est récipiendaire, en 2005, de la Médaille de l'Assemblée nationale.